# Plastic Surgery Slumber Party
Plastic Surgery Slumber Party é o primeiro EP de Jeffree Star, lançado em 20 de março de 2007. A música título do EP teve 25 milhões de ouvintes no Myspace de Jeffree Star até Julho de 2007. "Eyelash Curlers & Butcher Knives (What's the Difference?)" foi produzida pela banda de electro Ultraviolet Sound.

## Músicas
1. Eyelash Curlers & Butcher Knives (What's the Difference?) - 3:34
2. Plastic Surgery Slumber Party - 2:14
3. Straight Boys - 2:53
4. Ice Cream - 1:50
5. We Want Cunt - 3:15

### Faixa Bônus
1. Plastic Surgery Slumber Party (Mig's Restitched Remix) - 3:22